# Oligia rubrescens
Oligia rubrescens är en fjärilsart som beskrevs av Walker 1865. Oligia rubrescens ingår i släktet Oligia och familjen nattflyn. Inga underarter finns listade i Catalogue of Life.